# Optimaler Code
Der Begriff optimaler Code kommt in der Codierungstheorie vor.

## Definition
Seien n, d und q natürliche Zahlen. Ein Blockcode C der Länge n über einem q-nären Zeichenvorrat mit einem Mindestabstand d heißt dann optimal, wenn die Anzahl der Codewörter von C unter allen Codes mit diesen Parametern maximal ist. Die Anzahl der Codewörter eines optimalen Codes wird mit Aq(n,d) bezeichnet.
Die Bestimmung von Aq(n,d) für vorgegebene Parameter n, d und q ist in der Regel sehr schwierig. In vielen Fällen kennt man nur untere und obere Schranken, die oft weit voneinander entfernt liegen.